# RIPEMD
L'algorithme de hachage RIPEMD, pour RACE Integrity Primitives Evaluation Message Digest, est une fonction de hachage qui produit une signature de 128 bits. Elle a été développée en Europe par le RIPE Consortium.
Une collision complète a été trouvée en août 2004, en même temps que la collision sur le MD5. Une autre attaque sur une version simplifiée avait été publiée en 1997 par Hans Dobbertin.